# 菲利普·埃伦伯格
菲利普·埃伦伯格（英語：Philip Erenberg，1909年3月16日—1992年2月2日），美国男子竞技体操运动员。他曾代表美国获得1932年夏季奥运会体操比赛男子瓶状棒操银牌。他于1992年在西好莱坞去世。